# لری اوبراین
لری اوبراین (انگلیسی: Larry O'Brien؛ ۷ ژوئیهٔ ۱۹۱۷ –  ۲۸ سپتامبر ۱۹۹۰) یک سیاست‌مدار، و وکیل اهل ایالات متحده آمریکا و بین سال‌های ۱۹۷۵ تا ۱۹۸۴ مأمور عالی رتبه اتحادیه ملی بسکتبال بود.